# One More American
One More American è un film muto del 1918 diretto da William C. de Mille che aveva come protagonista l'attore George Beban.
La sceneggiatura si basa su The Land of the Free, un lavoro teatrale accreditato da alcune fonti allo stesso de Mille, da altre a Fannie Hurst e Harriet Ford.

## Trama
Proprietario di un teatro di marionette, Luigi Riccardo vive e lavora a New York, a Little Italy, dove attende con impazienza l'arrivo della moglie Maria e della figlia Tessa che non vede da anni. Luigi sogna di diventare cittadino americano ma Regan, al quale ha rifiutato di pagare una sua richiesta di denaro, non gli dà i documenti per la naturalizzazione. Non solo, induce Ross, il medico di Ellis Island, a definire Maria e Tessa come non idonee a entrare nel paese. Il dolore di Luigi viene notato da un reporter, Sam Potts, che - venuto a conoscenza della storia - offre, usando come tramite il pugile Bump Rundle, una mazzetta a Regan. Il quale, in cambio, consegna finalmente i documenti di Luigi. Ma il giornalista pubblica sul giornale tutta la vicenda. Luigi può così accogliere la moglie e la figlia, ora anche loro cittadine degli Stati Uniti.

## Produzione
Il film fu prodotto dalla Famous Players-Lasky Corporation e dalla Jesse L. Lasky Feature Play Company.

## Distribuzione
Il copyright del film, richiesto dalla Jesse L. Lasky Feature Play Co., fu registrato il 15 febbraio 1918 con il numero LP12069.
Distribuito dalla Paramount Pictures e dalla Famous Players-Lasky Corporation, il film - presentato da Jesse L. Lasky - uscì nelle sale cinematografiche statunitensi il 25 febbraio 1918.
Non si conoscono copie ancora esistenti della pellicola che viene considerata presumibilmente perduta.